# Fuqing
Fuqing (chiń. 福清; pinyin Fúqīng) – miasto w Chinach, w prowincji Fujian. W 2010 roku liczyło 470 824 mieszkańców.